# K3리그의 외국인 선수 목록
K3리그 외국인 선수 명단은 대한축구협회에 K3리그 출전 선수로 공식 선수 등록을 완료한 3부리그 K3리그의 외국인 선수들의 명단이다.
- 선수 이름은 정식 이름 / 한글 K3리그 등록명 형식으로 병행 표기한다.
- 굵은 글씨로 표시된 선수는 현재 K3리그에서 활동하고 있는 선수이다.
- 기울인 글씨로 표시된 등록명은 일시적으로 사용 혹은 최종 등록명 이전 등록명이다.
- 복수국적자의 경우 대한축구협회에 선수 등록시 선택한 국적으로 표기한다.
- 복수국적자 참고사항에서 국가대표팀(연령별 대표팀 포함) 경력이 있는 선수의 경우 국가대표팀 경력을 쌓은 국가를 기울인 글씨로 기재한다.
- K리그 경력자의 경우 한 구단에서의 연속된 경력기간이라도 K리그1에서의 경력기간은 K리그1의 외국인 선수 명단에, K리그2의 경력기간은 K리그2의 외국인 선수 명단에 기재한다. 마찬가지로 K4리그에서의 경력기간은 K4리그의 외국인 선수 명단에 기록한다. 이 문서에는 K3리그에서의 경력기간만 기재한다.
- 각 구단에서 영입 후 대한축구협회에 공식 선수 등록 전 방출한 선수는 기재하지 않는다.

## 아프리카-CAF

### 감비아
- 압둘리 고메즈 / 고메즈 (2020–현재 평택 시티즌 FC)

### 남수단
- 팔 폴 푹 쿤 / 팔 (2020–현재 양주시민축구단)
- 마틴 사위 / 마틴 (2020~2021) 양주시민축구단)

## 아시아-AFC

### 일본
- 이시바시 타쿠마 / 타쿠마 (2020~) - 창원시청
- 가와즈 히로토모 / 히로토모 (2020~2021) - 평택 시티즌 FC
- 타치바나 아유무 / 아유무 (2021) 김포 FC)
- 마사토  (2022~) - 김해시청 축구단

## 유럽-UEFA

### 네덜란드
- 제리 반 에위크 / 제리 (2020–2021 천안시청 축구단)

### 프랑스
- 올리비에 본 / 본즈 (2020–현재 화성 FC) ※ 프랑스–니제르 복수국적자 ※ K리그1, K리그2 경력자

## 남아메리카-CONMEBOL

### 브라질
- 카를루스 올리베이라 / 카를로스 (2020–현재 김해시청)
- 빅토르 우구 지 아루다 페르난지스 / 우고 (2020-현재 평택 시티즌 FC)
- 마테우스 (2020-현재 평택 시티즌 FC) ※ K4리그 경력자

### 우루과이
- 이스마엘 호르헤 발레아 / 발레아 (2020 김포시민축구단)

## 같이 보기
- K4리그의 외국인 선수 명단
- K3리그 (아마추어)의 외국인 선수 명단
- K3리그
- K4리그